# Mad Max (Filmreihe)
Mad Max ist eine australisch-US-amerikanische Action-Endzeit-Filmreihe. Sie besteht aus den Filmen Mad Max (1979), Mad Max II – Der Vollstrecker (1981), Mad Max – Jenseits der Donnerkuppel (1985), Mad Max: Fury Road (2015), Furiosa: A Mad Max Saga (2024) und dem kommenden Film Mad Max: The Wasteland.

## Überblick
| Veröffentlichung (DE) | Titel                               | Regie         | Drehbuch                                        | Geschichte                                      | Produktion                                 |
| --------------------- | ----------------------------------- | ------------- | ----------------------------------------------- | ----------------------------------------------- | ------------------------------------------ |
| 29. Februar 1980      | Mad Max                             | George Miller | James McCausland, George Miller                 | George Miller, Byron Kennedy                    | Byron Kennedy                              |
| 27. August 1982       | Mad Max II – Der Vollstrecker       | George Miller | Terry Hayes, George Miller, Brian Hannant       | Brian Hannant                                   | Byron Kennedy                              |
| 26. September 1985    | Mad Max – Jenseits der Donnerkuppel | George Miller | Terry Hayes, George Miller                      | Terry Hayes, George Miller                      | George Miller                              |
| 14. Mai 2015          | Mad Max: Fury Road                  | George Miller | George Miller, Brendan McCarthy, Nico Lathouris | George Miller, Brendan McCarthy, Nico Lathouris | George Miller, Doug Mitchell, P. J. Voeten |
| 23. Mai 2024          | Furiosa: A Mad Max Saga             | George Miller | George Miller, Nico Lathouris                   | George Miller, Nico Lathouris                   | George Miller, Doug Mitchell               |
| TBA                   | Mad Max: The Wasteland              | George Miller | George Miller, Nico Lathouris                   | –                                               | George Miller, Doug Mitchell               |

## Wiederkehrende Charaktere
| Rolle                     | Film          | Film                          | Film                                | Film                      | Film                               | Film                   | Synchronisation                                 |
| Rolle                     | Mad Max       | Mad Max II – Der Vollstrecker | Mad Max – Jenseits der Donnerkuppel | Mad Max: Fury Road        | Furiosa: A Mad Max Saga            | Mad Max: The Wasteland | Synchronisation                                 |
| ------------------------- | ------------- | ----------------------------- | ----------------------------------- | ------------------------- | ---------------------------------- | ---------------------- | ----------------------------------------------- |
| Max Rockatansky           | Mel Gibson    | Mel Gibson                    | Mel Gibson                          | Tom Hardy                 | Jacob Tomuri                       | Tom Hardy              | Elmar Wepper Torben Liebrecht 1                 |
| Benno Swaisey             | Max Fairchild | Max Fairchild                 |                                     |                           |                                    |                        | N/A                                             |
| Gyro Captain              |               | Bruce Spence                  | Bruce Spence                        |                           |                                    |                        | Sigmar Solbach                                  |
| Jedediah der Pilot        |               | Bruce Spence                  | Bruce Spence                        |                           |                                    |                        | Michael Brennicke                               |
| Imperator Furiosa Jabassa |               |                               |                                     | Charlize Theron           | Anya Taylor-JoyAlyla Browne (jung) |                        | Bianca Krahl Lina Rabea Mohr 2 Marie Düe (jung) |
| Immortan Joe Moore        |               |                               |                                     | Hugh Keays-Byrne          | Lachy Hulme                        |                        | Bert Franzke Tilo Schmitz 2                     |
| Rictus Erectus            |               |                               |                                     | Nathan Jones              | Nathan Jones                       |                        | Matti Klemm                                     |
| The Organic Mechanic      |               |                               |                                     | Angus Sampson             | Angus Sampson                      |                        | Olaf Reichmann                                  |
| Der Menschenfresser       |               |                               |                                     | John Howard               | John Howard                        |                        | Klaus Sonnenschein Axel Lutter 2                |
| Die prächtige Angharad    |               |                               |                                     | Rosie Huntington-Whiteley | Rosie Huntington-Whiteley          |                        | Magdalena Turba                                 |
| Capable                   |               |                               |                                     | Riley Keough              | Riley Keough                       |                        | Yvonne Greitzke                                 |
| Der Dag                   |               |                               |                                     | Abbey Lee                 | Abbey Lee                          |                        | Victoria Frenz                                  |
| Toast the Knowing         |               |                               |                                     | Zoë Kravitz               | Zoë Kravitz                        |                        | Tanya Kahana                                    |
| Cheedo the Fragile        |               |                               |                                     | Courtney Eaton            | Courtney Eaton                     |                        | Maria Hönig                                     |
| The Bullet Farmer         |               |                               |                                     | Richard Carter            | Richard Carter                     |                        | Jan Spitzer                                     |
| The Doof Warrior          |               |                               |                                     | iOTA                      | iOTA                               |                        | N/A                                             |
| Valkyrie Jabassa          |               |                               |                                     | Megan Gale                | Dylan Adonis                       |                        | N/A                                             |

## Rezeption

### Einspielergebnisse
Stand: 1. Oktober 2023
| Film                                | Einspielergebnisse in US-Dollar | Einspielergebnisse in US-Dollar | Einspielergebnisse in US-Dollar | Budget           | Quelle |
| Film                                | Nordamerika                     | Deutschland                     | Weltweit                        | Budget           | Quelle |
| ----------------------------------- | ------------------------------- | ------------------------------- | ------------------------------- | ---------------- | ------ |
| Mad Max                             | 8.750.000                       | N/A                             | 99.750.000                      | 0,35 Millionen   | [ 5 ]  |
| Mad Max II – Der Vollstrecker       | 23.667.907                      | N/A                             | N/A                             | 4,5 Millionen    | [ 6 ]  |
| Mad Max – Jenseits der Donnerkuppel | 36.230.219                      | N/A                             | N/A                             | 10 Millionen     | [ 7 ]  |
| Mad Max: Fury Road                  | 154.280.290                     | 9.525.256                       | 380.418.444                     | 150 Millionen    | [ 8 ]  |
| Gesamt:                             | 222.928.416                     | 9.525.256 +                     | 540.066.570 +                   | 166,85 Millionen | [ 9 ]  |

### Kritiken
Die Filmreihe wurde von Kritikern und dem Publikum überwiegend positiv aufgenommen (Stand: 26. Mai 2024).
| Film                                | Rotten Tomatoes     | Metacritic       | IMDb                        |
| ----------------------------------- | ------------------- | ---------------- | --------------------------- |
| Mad Max                             | 90 % (68 Kritiken)0 | 73 (14 Kritiken) | 6,8 (225.147 Bewertungen)0  |
| Mad Max II – Der Vollstrecker       | 93 % (60 Kritiken)0 | 77 (15 Kritiken) | 7,6 (195.966 Bewertungen)0  |
| Mad Max – Jenseits der Donnerkuppel | 79 % (56 Kritiken)0 | 71 (18 Kritiken) | 6,2 (149.340 Bewertungen)0  |
| Mad Max: Fury Road                  | 97 % (440 Kritiken) | 90 (51 Kritiken) | 8,1 (1.079.784 Bewertungen) |
| Furiosa: A Mad Max Saga             | 89 % (274 Kritiken) | 79 (62 Kritiken) | 8,0 (23.749 Bewertungen)00  |

### Auszeichnungen (Auswahl)
Mad Max: Fury Road konnte sechs Oscars gewinnen und wurde für vier weitere nominiert.

## Musik

### Soundtracks
| Titel                                                          | Veröffentlichung (USA) | Länge | Komponist                                                                     | Label            |
| -------------------------------------------------------------- | ---------------------- | ----- | ----------------------------------------------------------------------------- | ---------------- |
| Mad Max: Original Motion Picture Soundtrack                    | 30. April 1980         | 31:25 | Brian May                                                                     | –                |
| Mad Max 2: Original Motion Picture Soundtrack                  | 11. Januar 1982        | 35:08 | Brian May                                                                     | –                |
| Mad Max Beyond Thunderdome: Original Motion Picture Soundtrack | August 1985            | 44:27 | Maurice Jarre (Partitur), Terry Britten / Graham Lyle / Holly Knight (Lieder) | –                |
| Mad Max: Fury Road (Original Motion Picture Soundtrack)        | 12. Mai 2015           | 71:01 | Junkie XL                                                                     | WaterTower Music |

### Singles
Die zwei Singles von Tina Turner sind aus dem Film Mad Max – Jenseits der Donnerkuppel.
- We Don’t Need Another Hero
- One of the Living

## Andere Medien

### Videospiele
Mad Max ist ein Videospiel aus dem Jahr 1990 für das NES, das von Mindscape entwickelt und veröffentlicht wurde. Es basiert auf dem Film Mad Max II – Der Vollstrecker. Das Ziel des Spiels ist es, das Leben in der postapokalyptischen Welt zu überleben, indem man Überlebenskünstler bekämpft und Ressourcen sammelt. Mindscape entwickelte ein weiteres Mad Max-Spiel mit dem ursprünglichen Titel The Road Warrior für SNES und Sega Genesis, aber da Mindscape die Lizenz vor der Veröffentlichung des Spiels verlor, änderten sie den Titel in Outlander, um rechtliche Probleme zu vermeiden.
Im September 2015 wurde ein von Avalanche Studios entwickeltes Spiel basierend auf dem Setting von Mad Max für Linux, MacOS, PlayStation 4, Microsoft Windows und die Xbox One veröffentlicht.

### Comics
Mad Max: Fury Road ist eine limitierte Comicreihe, die von George Miller, Nico Lathouris und Mark Sexton geschaffen wurde. Die Reihe ist ein Vorläufer des gleichnamigen Films von 2015 und konzentriert sich auf mehrere Charaktere des Films. Sie besteht aus vier Ausgaben. Ab Mai 2015 veröffentlichte Vertigo eine Ausgabe pro Monat, die letzte im August. Eine einbändige Sammlung aller Ausgaben wurde am 26. August veröffentlicht. Die Aufnahme der Serie war gemischt; einige hielten sie für unnötig und schlecht ausgeführt, und viele kritisierten das Problem, das sich die Comicserie zu stark auf Imperator Furiosa konzentrierte. Die auf Nux und Immortan Joe fokussierte Ausgabe und die beiden auf Max Rockatansky fokussierten Ausgaben wurden jedoch positiver aufgenommen.